# Електронна музика
Електро́нна му́зика — широкий термін, що позначає музику, створену з використанням електронних інструментів та комп'ютерних музичних програм.
За класичним визначенням Е. Денисова, електронна музика — це «музика, звукові об'єкти якої створені електронними генераторами». Згідно з цим визначенням матеріальною основою електронної музики є електронно вироблені, препаровані та синтезовані звуки
У ширшому сенсі під електронною музикою розуміють «весь спектр жанрових різновидів музичної композиції, пов'язаних з використанням електронних засобів в музичній творчості, включно з електронним синтезом звуку та алгоритмічною композицією»
Як маркетинговий термін, електронна музика означає музику, створену переважно за допомогою електронних засобів, таких як синтезатори, семплери, комп'ютери і драм-машини.
Вперше термін «електронна музика» з'явився у 1951 в декларації групи музикантів, що працювали в Кельнській студії RTF Elektronische Musik (E.M.A.K.).
Будь-який звук, створений за допомогою електричного сигналу, може бути названий електронним. Тому термін електронна музика іноді помилково застосовують до музики, що виконується на звичайних акустичних інструментах, при записі або виконанні якої використовувалися електронні підсилювачі (наприклад, у джазі або в народній музиці).

## Історія

### Витоки

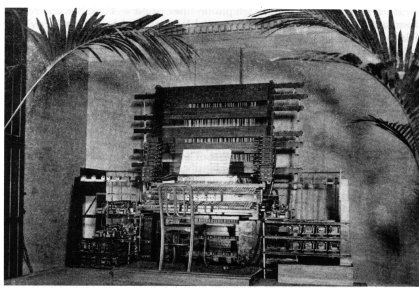
Телармоніум, Thaddeus Cahill, 1897

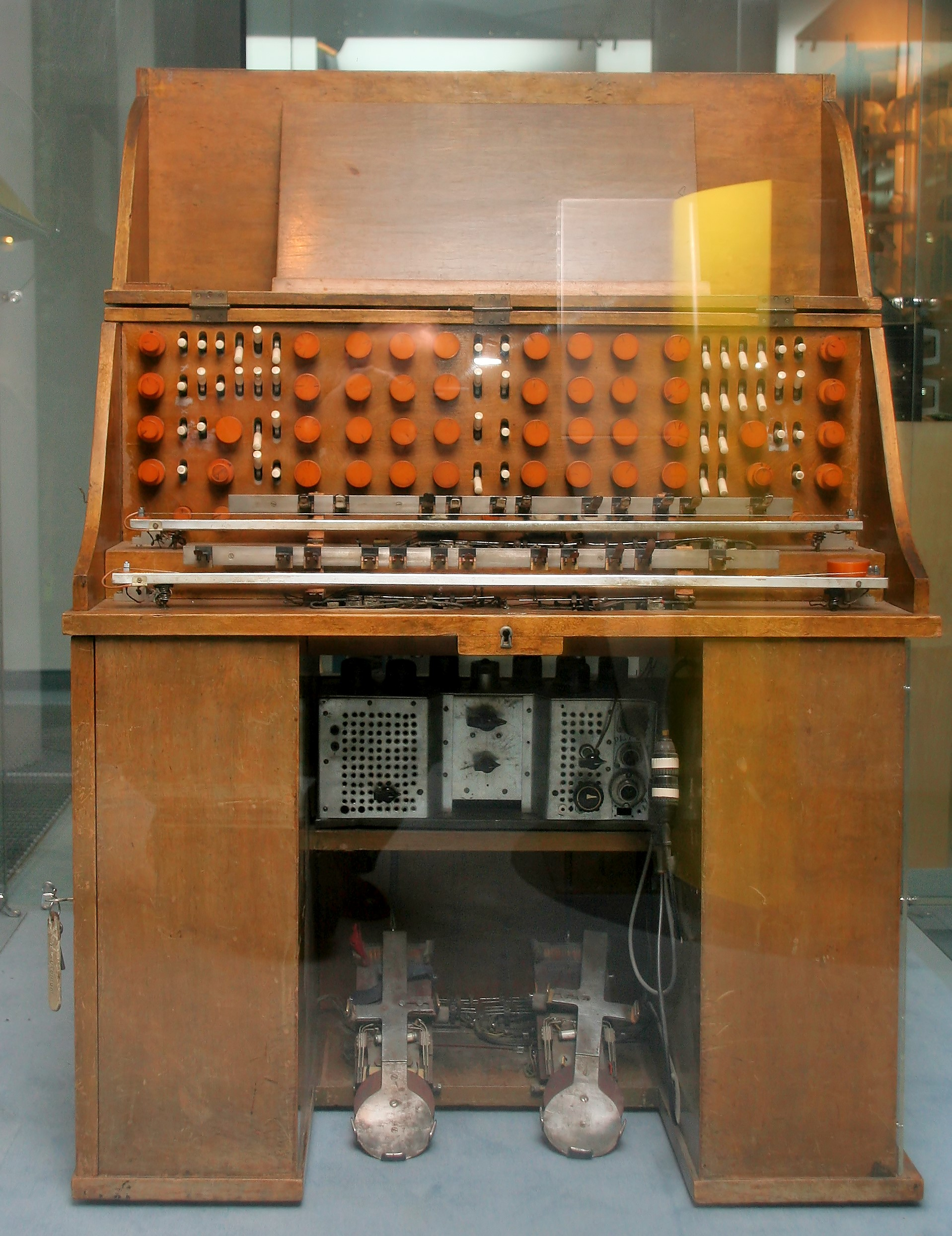
Траутоніум, 1928

Ера електронної музики тісно пов'язана і в певному сенсі є продовженням ери звукозапису. Перший електронний інструмент — музичний телеграф — винайшов Еліша Грей в 1876 році. Наступне десятиліття принесло кілька подібних винаходів, однак спочатку вони сприймалися як курйози і не отримували більшої значущості.
В 1907 Ферруччо Бузоні опублікував есе «Нарис нової музичної естетики», в якому спрогнозував розвиток електромузичних інструментів і їх вплив на становлення нових напрямків сучасної музики. Цьому співзвучна нова ідеологія авангардної музики, найліпше висловлена в маніфесті італійського поета Ф. Марінетті «Музиці Футуриста», проголошеному в 1912 році, в якому зазначалось:

| "Метою є створення музики робочих мас, великих фабрик, залізниць, трансатлантичних лайнерів, автомобілів і літаків, яка поєднає музичний тематизм з царством машин і переможної електроенергії". |
З самого початку електронна музика увійшла до найавангардніших течій мистецтва XX століття.
Перший концерт «футуристичної музики» («Art of Noises») відбувся в 1914 році в Мілані. 12 червня 1926 в Нью-Йорку відбулася перша радіотрансляція першого поліфонічного електроінструменту Піанорад. Твори з класичного репертуару грав Ральф Крістман.
В 1919 російський винахідник Лев Термен сконструював терменвокс.
В Парижі в 1928 було презентовано електромузичний інструмент динафон. На концерті було зіграно два твори, спеціально написані для динафону: Характерні варіації для шести динафонів Ернеста Промайгета та балет «Металеві рози» Артура Онеґґера.
В 1929 заснована перша студія електронної музики Studiogesellschaft für Elektroakustische Musik в Дармштадті (Німеччина), в якій використовувались інструменти, сконструйовані Jörga Megera, серед яких — електрофон.
В 1932 на Радіовиставці в Берліні виступав Електронний оркестр під керуванням Генріха Герца, даючи по десять концертів щоденно. Кожному з виступів передували лекції професора Густава Лейтгаузера. До складу оркестру входили:
2 терменвокси, траутоніум, гелертіон, електророяль, електропіаніно, електроскрипка та електрична віолончель.
В 1939 році Джон Кейдж створив Imaginary Landscape #1, який вважається першою композицією, в яких було використано попередньо записані немузичні звуки (відтворювані з двох грамофонів).

### Роки 1940–1950
1940-ві роки — новий етап розвитку електронних інструментів. Новітнє обладнання звукозапису намагаються використати для пошуків нових музичних форм, побудованих на перетворенні звуків. Цей напрямок пошуків дав початок т.зв. конкретній музиці. Піонером нового напрямку став французький композитор П'єр Шеффер. Іншим напрямком була власне електронна музика, творці якої працювали над штучною електричною генерацією звуку, його перетвореннями та організацією в цілісні музичні твори. Першою значною композицією цього напрямку електронної музики стали твори Карлгайнца Штокгаузена (який раніше працював в напрямку конкретної музики) в 1953–1954 роках — Studie I та Studie II.
В 1950 синтезатор RCA MkII був переданий до музичного центру Princeton Electronic, навколо якого гуртувались композитори Отто Люнінг, Володимир Усачевський, Мілтон Бебіт та інші, які створювали авангардні електронні композиції.

### Електроакустична музика для магнітної плівки
Низькоякісні апарати магнітного запису на суцільному носії були в ходу починаючи з 1900 року. На початку 1930-х кіноіндустрія почала застосовувати метод фотооптичного запису звуку для озвучування фільмів. Приблизно в цей же час німецька електронна компанія AEG розробила перший апарат магнітного запису «Magnetophon» K-1, який був представлений в серпні 1935 року на міжнародній радіовиставці в Берліні.
Під час Другої світової війни інженер компанії AEG Волтер Вебер отримує патент на технологію високочастотного підмагнічування змінним струмом, що значно покращує якість запису і відтворення. 1941 року AEG випускає нову модель магнітофонів: Magnetophon K4-HF, в якій застосована відкрита Вебером технологія високочастотного підмагнічування. 1942 року AEG проводить експерименти із запису звуку в стерео форматі.
Магнітна плівка відкрила масу нових можливостей для маніпулювання звуком музикантам, композиторам, продюсерам і інженерам. Магнітна плівка була відносно дешевим і дуже надійним звуконосієм. І звучала вона краще, ніж будь-які інші звуконосії того часу. Але найважливіше те, що магнітна плівка була також зручна в роботі, як і кіноплівка. Як і кіноплівку, її можна було змінювати згідно з задумом автора: небажані частини плівки можна було видаляти або переносити в інше місце; можна було з'єднувати плівки з різних носіїв. Плівку можна було склеїти таким чином, щоб створити ефект зациклення одного або декількох звуків. Швидкість руху плівки можна було уповільнити або прискорити. Плівку можна було програвати задом-наперед і перемотувати.
Підсилювачі сигналу і монтажне обладнання ще більш розширили можливості плівки як носія інформації, дозволяючи розмножувати запис (живі звуки, мову, музику), щоб їх змішати разом і записати на іншу плівку з відносно низькою втратою якості звучання. Ще одним несподіваним сюрпризом було те, що магнітофони можна було переробити в луна-машини, які відтворювали б складні високоякісні ефекти відлуння і реверберації. Більшу частину таких ефектів просто неможливо було змоделювати механічними пристроями.
Виробництво апаратів магнітного запису, поставлене на потік, негайно призвело до виникнення нової форми електронної музики — електроакустичної музики.
Перша електроакустична п'єса була написана в 1944 році Халімом Ель-Дабхом, студентом зі столиці Єгипту — Каїра. Халім Ель Дабх, перебуваючи на стародавньому містичному очисному ритуалі Заарії, записав звуки інструментів і голоси співаючих за допомогою громіздкого магнітофона на суцільному носії (дроті). Записаний матеріал він обробив в студії однієї з місцевих радіостанцій, наклавши на запис ефекти відлуння і реверберації. П'єса була названа «Музичний образ церемонії Заарії» і представлена 1944 року на одному із заходів, організованому в художній галереї Каїра. Експерименти Халіма Ель-Дабха з магнітною плівкою в той час не були відомі за межами Єгипту, проте він став відомий своїми пізнішими роботами в сфері електронної музики в Принстон-центрі Колумбійського університету наприкінці 1950-х.

### Конкретна музика
Після виходу на ринок нових засобів звукозапису — магнітофона і плівки — композитори почали використовувати ці засоби, щоб створити нову техніку написання музики, в якій основну роль грав би записаний звук. Цю техніку композиції назвали «конкретною музикою» (фр. musique concrète). Завдання композитора, який використовує таку техніку, — створити фонограму із записаних фрагментів природних та індустріальних звуків. Перші твори, виконані в цій техніці, були змонтовані французьким звукорежисером і інженером П'єром Шеффером.
5 жовтня 1948 року французька радіомовна компанія Radiodiffusion Française (RDF) випустила в ефір програму Шеффера під назвою «Концерт шумів». Програма включала п'ять п'єс, в числі яких була одна з перших робіт композитора — «Етюд на залізниці» (фр. Etude aux chemins de fer). Ця подія ознаменувала початок нового музичного напряму — «музика для плівки» (фр. Tape music). Спосіб виконання цього виду музики — публічне програвання створеної фонограми.
1949 року до Шеффера приєднався П'єр Анрі. Їхня співпраця справила глибокий і тривалий вплив на розвиток електронної музики.
Ще одним колегою П'єра Шаффера був композитор Едгар Варез, який у той час працював над п'єсою «Пустелі» (фр. Déserts) — твором для камерного оркестру та плівки. Частини плівки були записані в студії Шеффера і пізніше перероблені в Колумбійському університеті.
У 1950 році П'єр Шеффер дав перший публічний концерт конкретної музики в музичній школі Парижа. У цьому виступі Шеффер використовував систему посилення звуку, кілька програвачів грамофонних платівок і кілька мікшерних пультів. Виступ не пройшов гладко, позаяк наживо поєднувати всі інструменти, які зазвичай послідовно монтуються в студійних умовах, було неймовірно складно і незвично.
У тому ж році П'єр Анрі і П'єр Шеффер працювали над п'єсою «Симфонія для однієї людини» (фр. Symphonie pour un homme seul) — першим великим твором конкретної музики.
У 1951 році RDF відкрила першу студію для виробництва електронної музики. Пізніше це стало всесвітньої тенденцією, і слідом за французькою студією в усьому світі почали відкриватися подібні студії звукозапису.
У 1951 році Анрі і Шеффер склали оперу для конкретних звуків і голосів «Орфей» (англ. Orpheus).

### Elektronische Musik
У 1949 році німецький фізик Вернер Мейєр-Епплер (Werner Meyer-Eppler) публікує книгу «Випромінювання звуку: електронна музика і синтетична мова» (нім. Elektronische Klangerzeugung: Elektronische Musik und synthetische Sprache), в якій висуває ідею про те, щоб синтезувати музику суто із сигналів, котрі виробляє електрика. Цим концепція німецької електронної музики відрізнялася від концепції конкретної музики, в якій основною ідеєю була запис звуку, а не синтезування його електрично.
Для дослідження можливості синтезу музичних сигналів, які виробляє електрика, в Кельні в 1950 році була заснована студія звукозапису при радіостанції WDR. Попри те, що в 1950 році студія тільки почала будуватися, в 1951-му вже транслювали перші композиції електронної музики. Першим керівником цієї студії став Герберт Аймерт. Невдовзі до колективу студії, що складається з Вернера Майєра-Епплера, Роберта Байєра, приєдналися Карлгайнц Штокгаузен і Годфрід Майкл Кеніг.
Найбільш відомий і видатний діяч німецької електронної музики — Карлхайнц Штокгаузен. Він є автором понад 350-ти музичних творів, значна частина яких належить до галузі експериментальної електронної музики. Деякі слухачі його музики говорили про відчуття польоту, перебування у космосі, або в якомусь фантастичному нереальному світі.

### Японська електронна музика
У довоєнній Японії майже не були відомі такі ранні електронні інструменти, як хвилі Мартено, терменвокс і траутоніум (Trautonium). Але деякі композитори, в числі яких був Мінао Сібата, знали про існування таких інструментів. Через кілька років після закінчення Другої світової війни японські музиканти почали експериментувати з електронною музикою. У деяких випадках ці експерименти призводили до позитивних результатів винятково завдяки інституційній фінансовій підтримці: у музикантів була можливість працювати з новітніми моделями звукозаписувальної і звукооброблювальної техніки. Так азійська музика стала частиною жанру електронної музики, який в той час активно розвивався. Це призвело до того, що через кілька десятиліть Японія стала лідером в галузі розвитку музичних технологій.

### Американська електронна музика
У США музика створювалася електронними засобами, і це добре простежується у п'єсі Мортона Фелдмана «Marginal Intersection». У цьому творі використовуються звуки вітру, перкусія, струнні інструменти, осцилятори. Також ця п'єса особлива тим, що записана графічною нотацією Фельдмана.
Твори для проєкту «Музика для магнітної плівки» були написані членами нью-йоркської групи авангардного мистецтва (New York School), до якої входили Джон Кейдж (John Cage), Ерл Браун (Earle Brown), Крістіан Вольф (Christian Wolff), Девід Тьюдор (David Tudor) і Мортон Фельдман (Morton Feldman). Ця група проіснувала три роки: з 1951-й по 1954 роки.
У 1951 році Колумбійський Університет придбав магнітофон — професійний апарат магнітного запису американської фірми Ампекс, щоб записувати концерти.
Відподальність за магнітофон поклали на Володимира Усачевського, який працював на факультеті музики в Колумбійському університеті. І він практично відразу ж розпочав звукозаписувальні експерименти.
Так відкрився Принстон-центр електроакустичної музики Колумбійського університету. 1959 року, отримавши ґрант Рокфеллера, центр був відкритий офіційно.

### Стохастична музика
Стохастична музика зараховується до авангардної академічної музики. Основоположником методу стохастичною композиції вважається французький композитор грецького походження Яніс Ксенакіс, проте насправді основи цього методу були відомі і раніше, і історична заслуга Ксенакіса полягає в з'єднанні цих основ з високим рівнем техніки музичної композиції (що в поєднанні з оригінальністю і змістовністю самих художніх задумів і надало його творам значення класичних).
Застосовувати в музиці математику (математичну статистику, закон великих чисел, теорію ймовірностей) і деякі загальнонаукові дисципліни (теорію інформації, теорію множин) Ксенакіс почав з 1954 року; назва «стохастична музика» з'явилося двома роками пізніше, у 1956 році.
Термін «стохастичний» в теорії ймовірностей вказує на випадковість події. З точки зору стохастичної музики, випадковою подією є окремий звук або нота. Окремий звук в комп'ютері представлений у вигляді числа. У вигляді чисел можна відобразити і параметри звуку: (висоту і тривалість).
Математичну статистику в музиці застосовують для того, щоб виявити логіку музичної думки. Аналізуючи творчість різних композиторів, обчислюють структуру композиції (наприклад, кількість тактів в композиції і інтервал їх повторення), правила композиції (наприклад, якщо п'ять нот йдуть послідовно в зростаючому напрямку, то шоста обов'язково йде вниз, і навпаки). Коли сформовано певний набір правил композиції, складається програма (алгоритм) для комп'ютера, згідно з якою відбираються ноти для побудови мелодії. Стохастична музика є окремим видом алгоритмічної музики.

### Друга половина 1950-х
В тому ж році італійський композитор Лучано Беріо відкриває студію електронної музики в Мілані. Через рік подібна студія відкривається в RTF, а в 1952 — в Кельні. В 1957 створена студія при Польському Радіо в Варшаві.
У 1958 році на Всесвітній виставці у Брюсселі Едґар Варез та архітектор Ле Корбюзьє (автор ідеї візуальної акустики) демонстрували свій грандіозний проєкт — «Електронну поему», в якій використовувались: світлові ефекти, фотознімки, конструкція з ідеальною внутрішньою акустикою, величезна кількість гучномовців для кращої просторової організації звучання твору і найточнішого втілення задуму. Це одна з найперших спроб новими «молодими» засобами виразності втілити глибинні, загальнолюдські проблеми.
В 1959–1969 роках німецькі музиканти (Мауріціо Кагель, Бент Гамбреус, Міко Келемен, Джозеф Рідл) отримали доступ до електромузичної студії Сіменса, початково створеної для прикладної музики.
В 1957 р. радянським інженером Євгеном Мурзіним був сконструйований фотооптичний синтезатор АНС. З 1967 по 1971 в Москві була відкрита спеціалізована Експериментальна студія електронної музики, в якій працювали композитори Альфред Шнітке, Софія Губайдуліна, Едісон Денисов та інші.
Одночасно, з розвитком комп'ютерних технологій винаходять алгоритми комп'ютерного створення музики. Щоправда більшості комп'ютерних композицій крім технічної коректності бракувало витонченості. Найбільших успіхів в цьому напрямку вдалося досягти Янісу Ксенакісу.
Найвидатнішими творцями електронної музики з часів її початку до 70-х років були: Едґар Варез, Олів'є Мессіан, Даріус Мійо, Артур Онеґґер, Яніс Ксенакіс, Карлгайнц Штокгаузен, Джон Кейдж, Луїджі Ноно та інші.

### 1970-ті роки
З початком 70-х років електронна музика входить до масової культури. Записана в 1971 році Хотом Баттером версія твору Popcorn стає першим сингловим хітом в історії електронної музики. В 1974 ансамбль Tangerine Dream видає альбом Phaedra, перший з хітів у царині електронної музики. В 1976 стає популярним альбом Oxygène Жана-Мішеля Жарра. Інші альбоми цього напрямку, які здобули міжнародний успіх — Autobahn (1974) i Die Mensch-Maschine (1978) групи Kraftwerk.
| Hot_Butter - «Popcorn»ⓘ, оригінальна версія 1971 року |
| Kraftwerk - «Autobahn»ⓘ, сингл-версія 1974 р.         |

В середині 70-х викристалізувалися перші чисто електронні течії, спочатку в авангардному напрямку. В 1975–1978 роках Брайан Іно в своїй діяльності і записах пропонує та просуває поняття ембієнт для музики, що імітує або відтворює природні оточуючі звуки. В тому ж році напрямку група англійських виконавців (Genesis P-Orridge, групи Throbbing Gristle, Cabaret Voltaire) починають використовувати синтезатори та семплери для створення агресивних, провокаційних звукових масивів, започаткувавши течію індастріал.
В той же час традиційні електронні техніки адаптуються до андеграундової танцювальної музики; народжується традиція семплування, що використовує в своїй музиці відтворення здійснених попередньо записів гри інших виконавців — інструменталістів. В жанрі даб, що розвивався на Ямайці, отримані в такий спосіб звуки складали суцільну ритмічну основу композицій. Народжений в США хіп-хоп використовував для творення ритмічного шару склеювані разом або закільцьовані короткі барабанні фрагменти.
Під кінець 70-х років в рамках рокового напрямку «Нова хвиля» починають з'являтися перші альбоми електронної популярної музики. До найзначніших творців цього напрямку належать Devo, Suicide, Ultravox, Гері Ньюман, Japan, Yellow Magic Orchestra, a також експериментатори Kraftwerk. Можливості електроніки відкривають також музиканти, що працюють в стилі диско. Найвище оцінений з них — Джорджіо Мородер, його композиція I Feel Love, виконана Donnę Summer, часто вважається першою композицією в стилі техно.
У той же час електронна музика продовжує розвиватись як академічне мистецтво. В ряді міст Європи над вивченням електронного звуку працюють потужні інститути, такі як Elektronmusikstudion (Стокгольм, з 1964), STEIM (Амстердам, з 1969), IRCAM (Париж, з 1970).

### 1980-ті— 1990-ті роки
На зламі 1970—80-х років наступає стрімкий розвиток технологій в галузі електроінструментів. З'являються перші масово вироблені секвенцери, а пізніше — програмувачі барабанів. 1983 року впроваджується стандарт MIDI. Розвиток мікрокомп'ютерів на початку 1980-х років уможливив їх використання як програмних синтезаторів і секвенцерів.
З приходом 80-х років електронне звучання назавжди утвердилось в популярній музиці. Представники таких напрямків, як електропоп, new romantic, синті-поп i італо-диско створили цілу низку хітів, а їх музика стала пізніше символом того десятиліття. Розвиток таких напрямків як техно, хауз спочатку в Чикаго, а потім і по всій Європі, відкрив епоху популярності танцювальної електронної музики. Ця музика стала використовувати ритми, значно швидші і точніші, ніж можуть досягатися на традиційних ударних інструментах. Переважно така музика розраховувалася для танцювальних клубів, а людина, що вмикала такого роду музику на танцмайданчиках, отримала назву ді-джея. Серед найвідоміших авторів танцювальної електронної музики — Tiesto, Paul van Dyk, BT, Paul Oakenfold, Armin van Buuren і Above and Beyond
На початку 1990-х танцювальна електронна музика остаточно утвердилась як провідний напрямок («мейнстрім»). Крім того розвинулись нові течії, побудовані на поєднанні традиційних напрямків популярної музики з електронною, такі як ню-джаз чи індастріал-метал.

### 2000—2010
У XXI столітті електронна музика увійшла як один із музичних жанрів, що найдинамічніше розвивається. Цьому послужила доступність її створення. Адже за допомогою комп'ютера і недорогого мікшеру (іноді не потрібен і останній) можна створити досить якісну електронну композицію. В цей час діджеї поступово починають переходити на своїх концертах від звичних грамофонних платівок до компакт-дисків та електронних носіїв. На початку 00-х з'являється такий жанр, як дабстеп, популярними стають драм-енд-бейс, джангл, євроденс, євротранс, електро-хауз, транс, мінімал. Перше десятиліття нашого століття можна схарактеризувати як тотальне змішування та еволюцію жанрів електронної музики. Наразі дуже важко знайти чистий драм-енд-бейс чи апліфтинг-транс, однією з найвідоміших подібних мутацій є траус — поєднання трансу і хаусу. Клубну музику можна часто зустріти в композиціях сучасних поп- та хіп-хоп-виконавців. Паралельно з глобалізацією стилю розвивається також так званий «андеграунд», який намагається наслідувати принцип чистоти жанрів.[джерело?]

## Електронна музика в творчості українських авторів
Одним із перших українських авторів, що зацікавився електронікою в тому числі АНС, був Крутиков. Він сумісно з радіоінженером П. Здрілюком створив синтезатор, подібний Муґу, але з різних причин він не отримав розвитку.
Яскравим стало звернення Годзяцького, в 1964—1965 роках склав перший твір «конкретної музики» — «4 Scherzi domestiki», заснованого на шумах побутових предметів. Інший приклад — власна система алгоритмічно композиції Л. Грабовського, розроблена за сприяння Українського інституту кібернетики, твори — Гомеоморфії 1-3 для ф-но, 68-69), Concerto misterioso для 9 інструментів (1977).
1970-80 ті роки починається освоєння електроінструментів. В Україні синтезатори почав вивчати Ігор Стецюк, бас-гітарист О. Нестеров розробляв використання гітарних процесорів. Проте в силу політичних і соціальних причин приклади звернення українських авторів до електронної музики в ці роки — одиничні.
Новий поштовх у розвитку електронної музики дало звільнення України з лещат соцреалізму. Композитори отримали можливість стажуватися за кордоном і освоювати іноземний досвід. Зокрема І. Небесний, К. Цепколенко, Л. Юріна, А. Загайкевич стажувалися в IRCAM, EMS (Стокгольм), у Дармштадті, студія Visby — studio Alfa (Швеція), при Краківській академії.
В 1997 в НМАУ  було відкрито першу в Україні кафедру музично-інформаційних технологій, обладнання якої було закуплено на гроші гранту фонду «Відродження». Ця студія стала значним поштовхом для розвитку творчості композиторів київської школи в електронному напрямку. Окрім А. Загайкевич, електронні твори писали у Києві — І. Стецюк, Д. Перцов, С. Луньов, Л. Юріна, у Львові — І. Небесний, Ю. Ланюк.
На думку К. Мариняк-Черевко на початок XXI століття стало можливим говорити про українську національну школу електронної музики, якій властиві, як і всій українській культурі, риси кордоцентричності і поетизація образів.

## Жанри електронної музики
Сучасна електронна музика включає в себе цілу низку різних жанрів і напрямків:
| - Ambient - Ambient house - Ambient industrial - Ambient techno - Black ambient - Dark ambient - Drone music - Illbient - Lowercase - Psybient - Breakbeat - Baltimore Club - Біг-біт - Broken beat - Chemical breaks - Florida breaks - Nu skool breaks - Progressive breaks - Chiptune - Bitpop - Disco - Cosmic disco - Eurodance - Euro disco - Hi-NRG - Italo dance - Italo disco - Spacesynth - Synthpop - Downtempo - Acid jazz - Balearic Beat - Chill out - Minimal Electronica - Glitch - Nu jazz - Trip hop (aka The Bristol Sound) - Turntablism - Electronic Music - Berlin School - Electroacoustic - Електро - Dirty electronic - Electro backbeat (aka anthem breaks) - Electroclash - Electropop - Freestyle music - Synth rock - Електроніка - Біг-біт - Bitpop - Chiptune - Downtempo - Фольктроніка - Futurepop - Glitch - IDM - Nu Jazz - Synthpop - Trip hop - UK garage (UKG) - Speed garage - 2-step garage - 4x4 garage - Breakstep (aka Breakbeat garage) - Dubstep - Grime (aka Sublow/8bar/Eskibeat) - Bassline (aka Niche) | - Hardcore/Hard dance - 4-beat - Bouncy techno - Breakbeat Hardcore - Брейккор - Darkcore - Digital hardcore - Doomcore - Freeform hardcore - Gabber - Happy hardcore - Hardstyle - Jumpstyle - Makina - Нойзкор - Rave music - Speedcore - UK Hardcore - House - Acid house - Bubblegum dance - Chicago house - Dark house - Deep house - Disco house - Electro house - French house - Freestyle house - Funky house - Ghetto house - Grind house - Hi-NRG - UK Hard house - Hip house - Italo house - Jumpstyle (Chicago hard house) - Kwaito - Latin house - Merenhouse - Minimal house/Microhouse - New York house (aka US garage) - Pumpin' house - Progressive house - Scouse House - Goa house - Skacid - Tribal house - Tech house - Industrial - Martial music - Неофолк - Power Electronics - Post-Industrial - Electronic body music - Coldwave - Дарк-електро - Futurepop - Noise music - Power noise - Technoid | - Jungle music/Drum and bass - Clownstep - Darkstep - Drill n bass - Драмфанк - Futurestep - Hardstep - Intelligent drum and bass - Jump-Up - Ліквід-фанк - Neurofunk - Ragga jungle - Raggacore - Techstep - Trancestep (aka Electrostep) - Techno - Acid techno - BrainDance - Detroit techno - Dubtechno - Freetekno - Ghettotech - IDM - Jtek - Minimal techno - New beat - Nortec - Rave music - Schranz - Wonky techno - Trance - Acid trance - Classic trance - Dream trance - Euro-trance - Epic trance - Hard trance - Hardstyle - Nu-NRG - Progressive trance - Tech trance - Uplifting trance - Vocal trance - Psychedelic/Goa trance - Full on - Goa trance - Dark psytrance - Nitzhonot - Progressive psytrance - South African psytrance - Suomisaundi - Related fusion genres - Space music - New Age music - Ethnic electronica - Dark Wave - Ethereal Wave |